# مرفأ اللاذقية

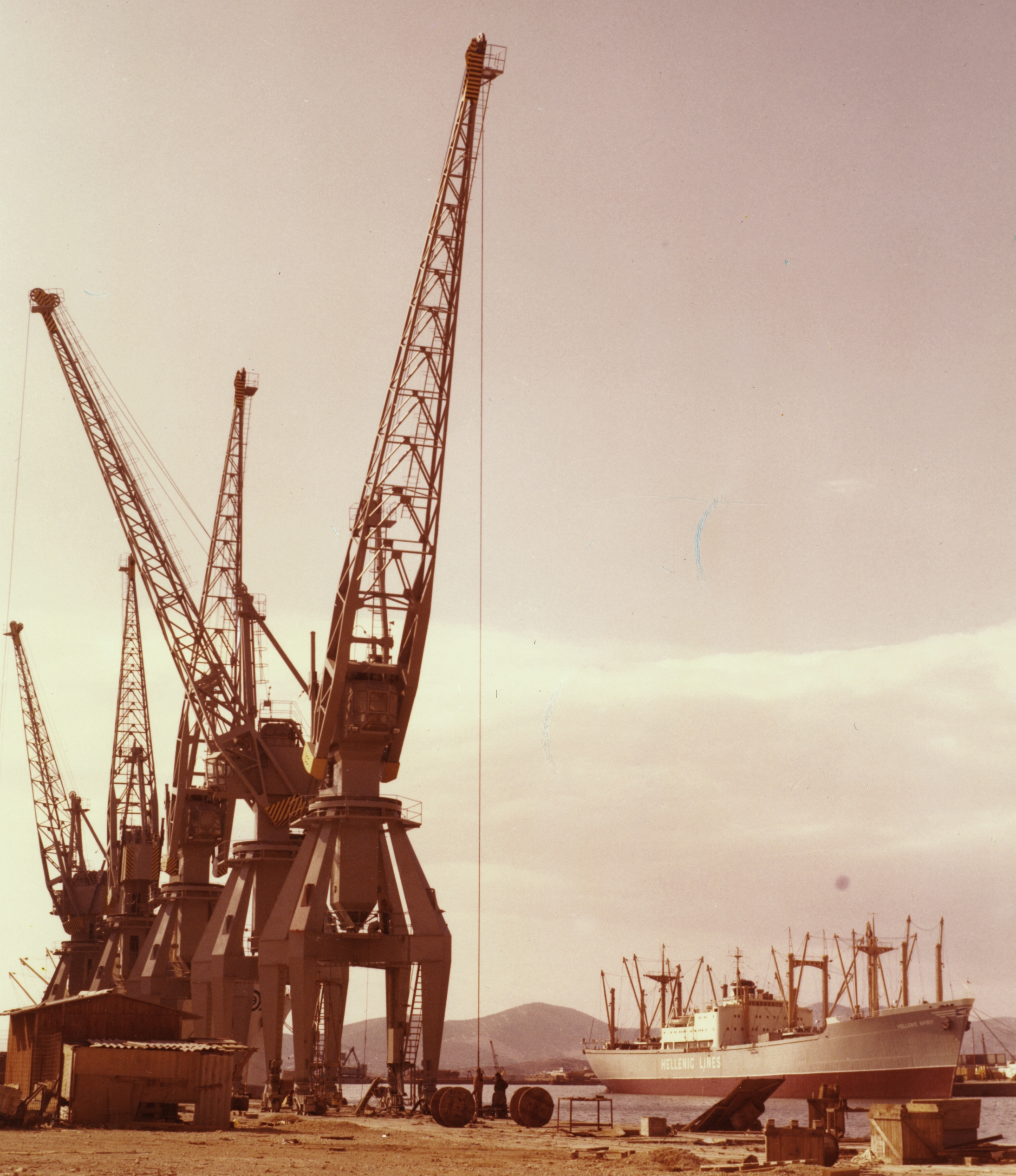
مشهد عام لمرفأ اللاذقية في سوريا عام 1967 ويظهر استخدام الرافعات الشوكية

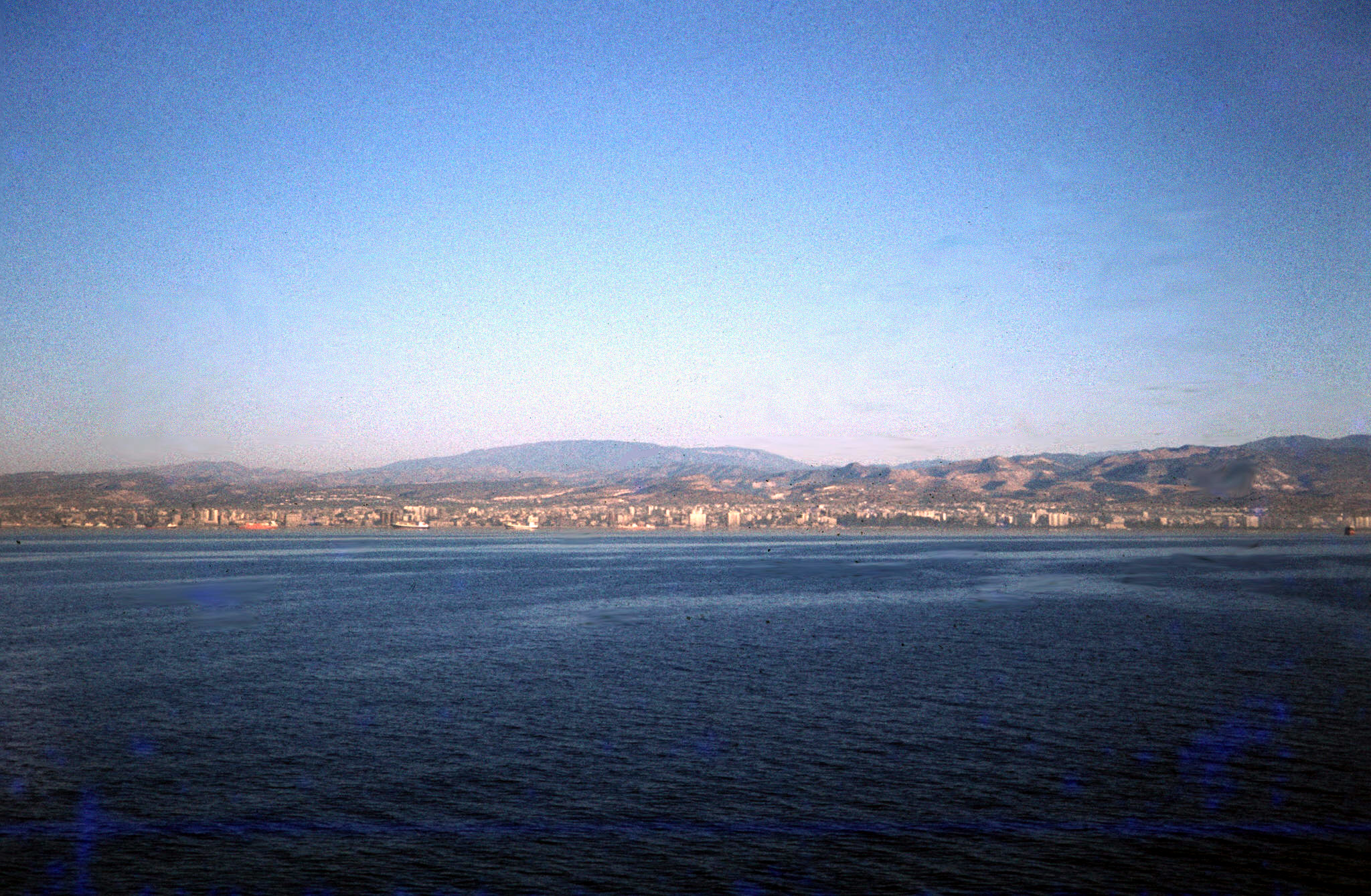
مرفأ اللاذقية كما كان يبدو عام 1979 من البحر.

مرفأ اللاذقية هو الميناء البحري الأول في سوريا وأحد أهم الفروع الرئيسية للحياة الاقتصادية في اللاذقية. يتم عن طريقه استيراد وتصدير معظم حاجات البلاد غير النفطية. يقع المرفأ على مساحة واسعة من الواجهة البحرية للمدينة وتقع إدراته العامة في حي الصليبة وهو شركة عامة تتبع للحكومة السوريّة. يعود تاريخ المرفأ للحقبة الفينيقية، أما تأسيسه الحديث فيعود لعام 1950 وقد وسع عدة مرات منذ إنشاءه. حاليًا فإن المرفأ ذو سعة التخزين مقدرة بحوالي 620 ألف حاوية، موزعة على 23 رصيف، وقد بلغ عدد السفن التي أمته عام 2007 1800 سفينة. بلغت إيرادات المرفأ عام 2011 2.4 مليار ليرة سورية.

## التاريخ

### التاريخ القديم
لا يمكن تحديد تاريخ نشوء ميناء اللاذقية فهو معروف منذ أيام مملكة أوغاريت والحقبة الفينيقية، ازدهر خلال الحكم السلوقي بنتيجة العناية التي حازتها المدينة خلال حكمهم، ونشطت من خلاله السفن التجاري نحو تركيا واليونان ومصر على وجه الخصوص.
تقلصت أهميته حتى تحوّل إلى مرفأ صيادين عادي خلال الحكم العباسي كما لم تبد الدولة العثمانية أي اهتمام حقيقي به، وكانت أغلب السفن التجارية تقصد مرفأ بيروت ومرفأ إسكندرونة. في عام 1925 تمت توسعة الحوض الصغير الذي لم يكن أهلاً لاستقبال السفن الكبيرة، وفي عام 1931 أنشأ الرصيف الشمالي فيه إذ كان سابقًا من دون أرصفة.

### التأسيس الثاني

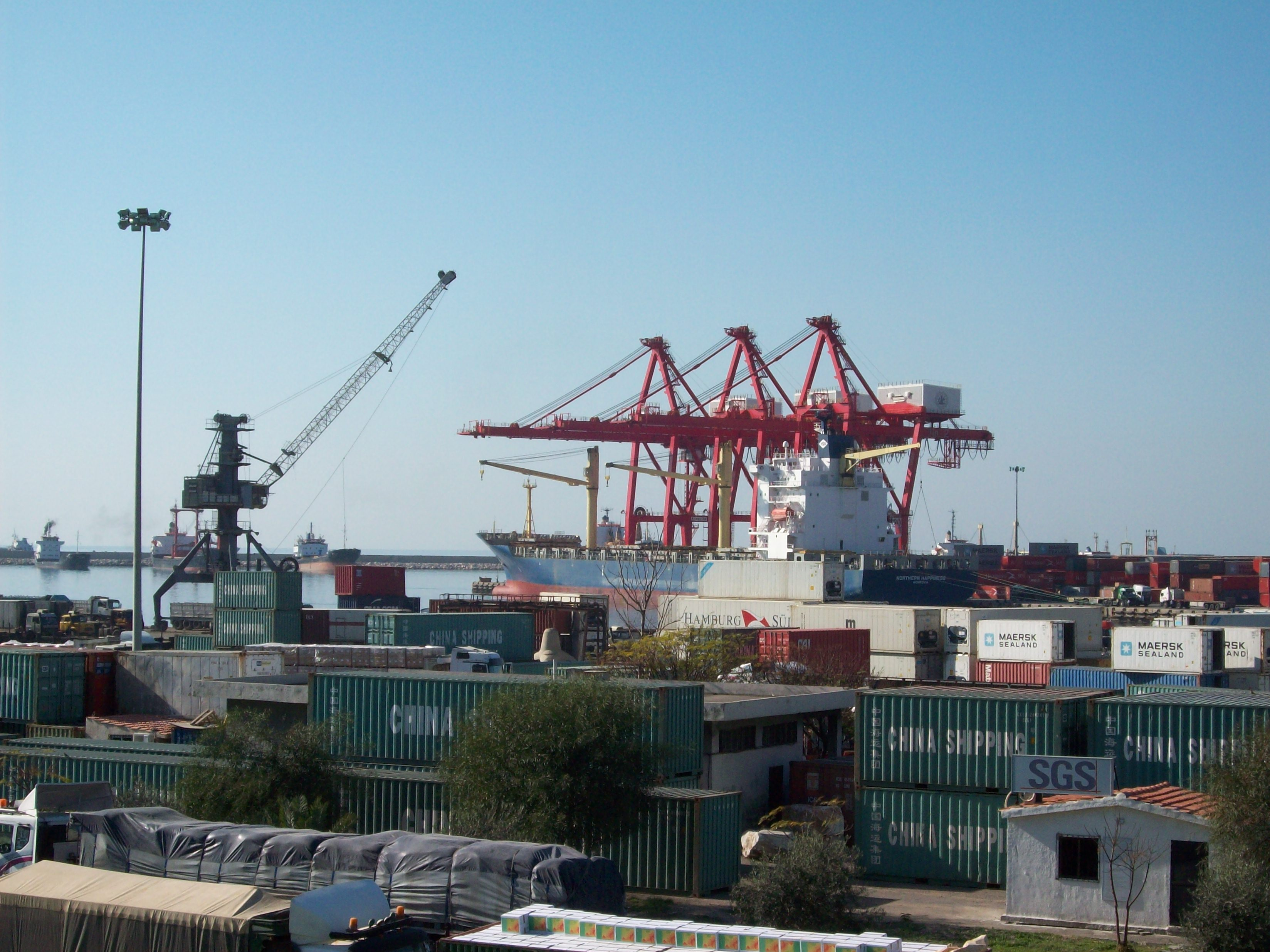
شحن الحاويات

في 12 فبراير 1950 أصدرت الحكومة السوريّة برئاسة خالد العظم قرارًا بإنشاء «شركة مرفأ اللاذقية» التي تتبع القطاع العام لبناء مرفأ حديث لاستقبال السفن التجاريّة، تحت إشراف وزارة النقل وألحقت به ثلاث شركات هي شركة التوكيلات الملاحية والمديرية العامة للموانئ والمؤسسة العامة للنقل البحري. تمت عملية البناء بمساعدة ماليّة من المملكة العربية السعودية بلغت 6 مليون دولار أمريكي. و قامت تشيكوسلوفاكيا ببناء المرفأ .
قامت الحكومة بين عامي 1953 و1956 ببناءمكسر بطول 1432 مترًا يحمي الحوض بمساحة 55 هكتار. كما بني الرصيف الثاني عام 1958 وأنشئت صوامع للحبوب سعتها 35 - 40 ألف طن.
وسع المرفأ مرتين عام 1981 و1984 بموجب هذه التوسيعات أصبح يحوي أربعة عشر مربطا ً لرسو السفن إضافة إلى أحد عشر رصيفا ً بطول إجمالي 2190 وبنهاية المرحلة الثانية من التوسع أصبحت طاقته 15 مليون طن.